# Rush Street (Chicago)

Localisation de Rush Street dans la ville de Chicago.

Rush Street est une rue à sens unique qui traverse le quartier de Near North Side vers le nord à Chicago dans l'Illinois aux États-Unis. 

## Situation et accès
La rue qui part de la rivière Chicago entre State Street et Wabash Street va directement au nord jusqu'à ce qu'elle s'incline sur une diagonale en traversant l'avenue de Chicago, sur environ 1,6 kilomètre.
Elle traverse également sur une voie vers le sud de l'Ohio Street (600N) à Kinzie Street (400N). Elle est parallèle à un pâté de maisons et l'ouest du Magnificent Mile sur la circulation à double sens de la North Michigan Avenue, qui longe l'Est de la 100e jusqu'au nord de la 950e.

## Origine du nom
« Rush Street » tire son nom de Benjamin Rush (1746-1813), l'un des Pères fondateurs des États-Unis.

## Historique
A l'origine, elle faisait partie du « Green Bay Road », un ancien sentier de commerce utilisé par les Amérindiens et les trappeurs, reliant Chicago à Green Bay, dans le Wisconsin.